# Bracon lembaensis
Bracon lembaensis är en stekelart som beskrevs av Cameron 1912. Bracon lembaensis ingår i släktet Bracon och familjen bracksteklar. Inga underarter finns listade.